# 全昌哲
全昌哲（전창철，1905年4月10日—1982年3月11日），北韓政治家，延安派人，曾任職朝鮮勞動黨中央委員會委員、萬景臺革命學院院長和朝鮮職業總同盟委員長。

## 生平
全昌哲出生於咸鏡北道，後在中國延吉市的師範學校完成學業。1926年，他在吉林省汪清縣的一家小學當老師。1932年，他加入游擊隊以反抗日本統治朝鮮半島。隨後，他又出版革命刊物反對日本。1936年左右，他來到朝鮮半島北部當游擊隊的書記。
1945年，北韓建政，全昌哲在這段期間被委任為平壤科學院的政治部校長。1949年，又成為萬景臺革命學院的院長。1959年，入選為黨中央委員會的委員名單。1962年，他在最高人民會議選舉中當選為代議員。隨後，他先後被任命為黨中央委員會的審查委員會副委員長、中央黨政治學校的校長、朝鮮職業總同盟委員長以及最高人民會議常任委員會書記。1971年，出任最高人民會議常設會議事務長。此外，他曾獲金日成勛章。
1982年3月11日，全昌哲離世，死因不明。死後，他被安葬在革命烈士陵，並為其製半身像。

## 資料來源
1. 1 2 3 4 5 6  .   [2014-03-06]. （原始内容存档于2015-09-23）.